# Sorry to Bother You
Sorry to Bother You è il sesto album del gruppo musicale hip hop statunitense The Coup, pubblicato nel 2012.
Su Metacritic riceve un punteggio di 80/100 basato su 15 recensioni.
| Recensione         | Giudizio   |
| ------------------ | ---------- |
| AllMusic           | [ 1 ]      |
| RapReviews         | [ 2 ]      |
| Robert Christgau   | A-         |
| Spin               | [ 2 ]      |
| PopMatters         | [ 2 ]      |
| Pitchfork          | [ 2 ]      |
| Rolling Stone      | [ 2 ]      |
| Q                  | [ 2 ]      |
| The New York Times | favorevole |
| Chicago Tribune    | [ 4 ]      |

## Tracce
Testi di RJ Riley, Himanshu Suri (traccia 13), Michael Render (traccia 13), Victor Vasquez (traccia 13), musiche di Boots Riley, Damion Gallegos.
1. The Magic Clap – 3:12
2. Strange Arithmetic – 4:05
3. Your Parents' Cocaine (featuring Justin Sane) – 2:32
4. The Gods of Science (featuring Bhi Bhiman) – 3:06
5. My Murder, My Love (featuring Damion Gallegos, Emily Jane, Joe Henry & Jolie Holland) – 3:32
6. You Are Not a Riot (An RSVP from David Siqueiros to Andy Warhol) (featuring Silk E) – 3:14
7. Land of 7 Billion Dances (featuring Silk E) – 3:15
8. Violet (featuring Silk E) – 4:34
9. This Year (featuring Silk E) – 4:04
10. We've Got a Lot of Teach You, Cassius Green (featuring Bhi Bhiman, Jolie Holland, Lindsay Kate Cristofani & Silk-E) – 4:42
11. Long Island Iced Tea, Neat (featuring Ian Vanek & Matt Riley) – 2:04
12. The Guillotine (featuring Alina Hubbard-Riley, Gabby La La & Silk-E) – 4:45
13. WAVIP (featuring Himanshu, Killer Mike & Kool AD) – 3:06

## Classifiche
| Classifica (2012)     | Posizione massima |
| --------------------- | ----------------- |
| US Heatseekers Albums | 7                 |
| US Independent Albums | 48                |
| US Tastemakers        | 23                |
| US Top Rap Albums     | 22                |
| US Vinyl Albums       | 9                 |